# NGC 1312
NGC 1312 est constitué de deux étoiles situées dans la constellation du Taureau. L'astronome américain Phillip Sydney Coolidge a enregistré la position de cette paire d'étoiles le 16 décembre 1859.

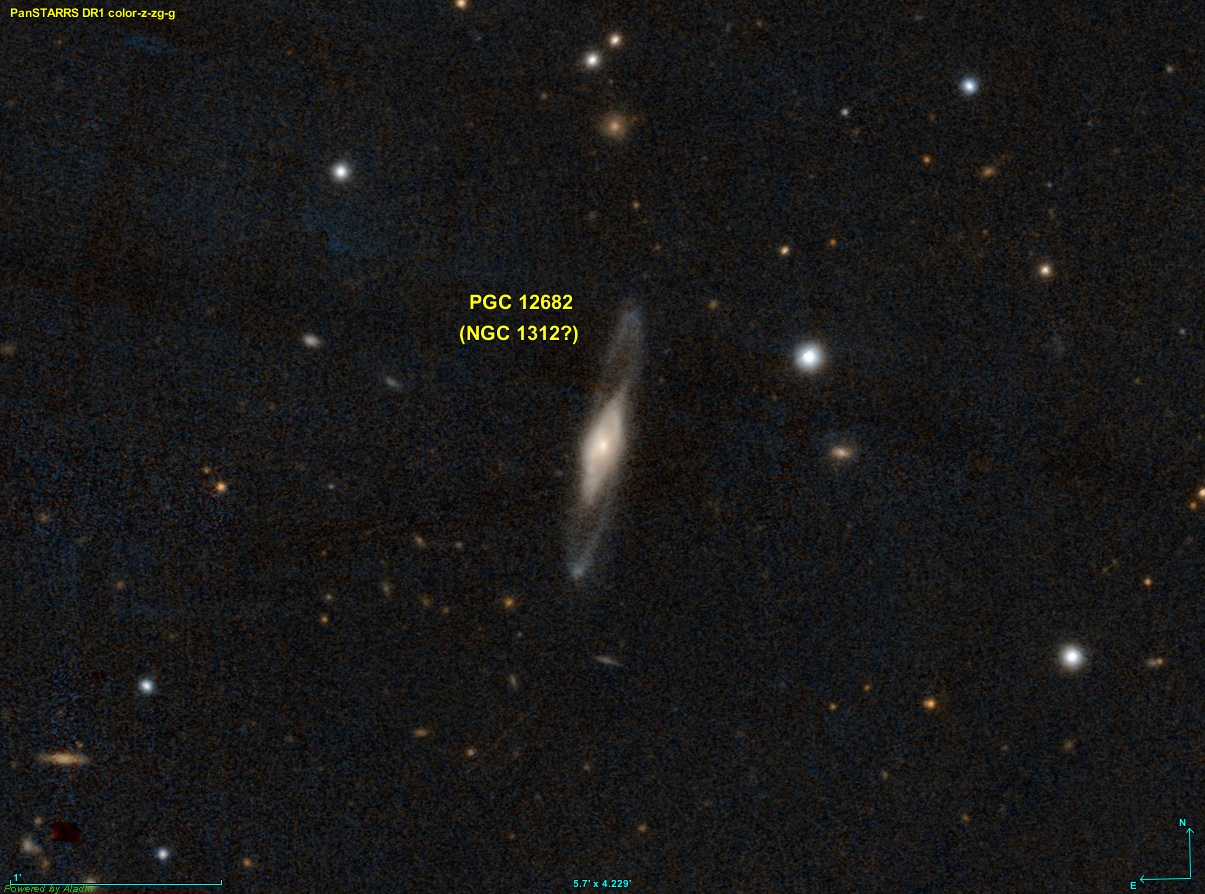
Selon la base de données Simbad, NGC 1312 est la galaxie PGC 3325907, mais il semble que ce soit une erreur.